# آلبیون (میشیگان)
آلبیون، میشیگان (به انگلیسی: Albion, Michigan) یک شهر در ایالات متحده آمریکا با جمعیت ۸٬۶۱۶ نفر است که در میشیگان واقع شده‌است.

## موقعیت جغرافیایی
موقعیت جغرافیایی شهرها و مناطق اطراف به شرح زیر است: